# رودولف کوک
رودولف کوک (سوئدی: Rudolf Kock; ۲۹ ژوئن ۱۹۰۱ – ۳۱ اکتبر ۱۹۷۹) بازیکن فوتبال و هاکی روی یخ اهل سوئد بود.

## باشگاهی
از باشگاه‌هایی که در آن بازی کرده‌است می‌توان به باشگاه فوتبال ای‌آی‌کی اشاره کرد.

## افتخارات
وی در مسابقات بین‌المللی در مجموع برندهٔ ۱ مدال نقره، ۱ مدال برنز شده‌است.